# Dictyna hamifera simulans
Dictyna hamifera simulans is een spinnenondersoort in de taxonomische indeling van de kaardertjes (Dictynidae).
Het dier behoort tot het geslacht Dictyna. De wetenschappelijke naam van de soort werd voor het eerst geldig gepubliceerd in 1916 door Wladislaus Kulczynski.